# Solomon Gandz
Solomon Gandz (Tarnobrzeg, Áustria, 2 de fevereiro de 1883 – 30 de março de 1954) foi um historiador da ciência austríaco.
Gandz publicou sobre história da matemática e história da astronomia nas civilizações judaica e islâmica.
De 1915 a 1919 foi professor de teologia e história judaica em escolas de Viena.
De 1923 a 1934 foi bibliotecário e professor de árabe e hebreu medieval no Rabbi Isaac Elchanan Theological Seminary da Universidade Yeshiva em Nova Iorque.
Foi palestrante convidado do Congresso Internacional de Matemáticos em Oslo (1936: The invention of the decimal fractions and the application of the exponential calculus by Immanuel Bonfils of Tarascon (c. 1350)).

## Obras
- Gandz, S.: The invention of the decimal fractions and the application of the exponential calculus by Immanuel Bonfils of Tarascon (c. 1350), Isis 25 (1936), 16–45.
- Solomon Gandz: "Studies in Hebrew Astronomy and Mathematics"  Selected with an introduction by Professor Shlomo Sternberg of Harvard. KTAV Publishing House NY 1970. ISBN 978-0870680786